# Giorgio Pessina
Giorgio Pessina (Róma, 1902. június 16. – Róma, 1977. július 18.) olimpiai bajnok olasz tőrvívó, edző.